# The Escapists (jeu vidéo)
The Escapists est un jeu de simulation développé par l'entreprise Mouldy Toof Studios et édité par Team17. Il est sorti en février 2015 en téléchargement et en mars 2015 en version physique sur PC et Xbox One, puis en mai 2015 sur PlayStation 4.
Il a pour suite The Escapists 2.

## Système de jeu
Dans The Escapists, le joueur, joue le rôle d'un prisonnier qui doit s'évader de six prisons primaires allant de très facile à très difficile. Chaque fois qu'il s'échappe d'une prison, la prison suivante est débloquée. Des prisons supplémentaires sont proposées sous forme de contenu téléchargeable (DLC) et peuvent être jouées dans n'importe quel ordre, quelle que soit la progression du joueur.
En dehors du jeu principal, il existe également le mode Éditeur de prison, qui permet aux joueurs de créer leurs propres prisons à partir de ressources du jeu, qu'ils peuvent choisir de publier en ligne pour que d'autres joueurs puissent les télécharger.
Au début, le joueur choisit son nom et peut choisir les noms des prisonniers et des gardes s'il le souhaite. Une fois les noms choisis, le jeu commence au premier jour, au réveil dans la cellule du personnage. Les joueurs peuvent acquérir divers objets pour les aider à s'échapper en les achetant ou en les volant à d'autres détenus, ou en les fabriquant en combinant deux ou trois objets, comme du dentifrice et du talc qui permettent de fabriquer du mastic dans lequel une clé peut être imprimée puis moulée,. Les joueurs peuvent rendre service à d'autres détenus. Une fois le service rendu, le joueur reçoit une certaine somme d'argent en fonction de l'opinion que le détenu a de lui. Les faveurs peuvent aller de l'obtention d'un rouleau de ruban adhésif à la distraction des gardiens lors de l'appel.
L'apprentissage passe avant tout par l'échec. Chaque tentative d'évasion, qu'elle se solde par un succès ou un retour brutal à la case départ, permet de comprendre davantage les mécaniques du jeu, les routines des gardiens et les failles des systèmes de sécurité. Cette approche encourage les joueurs à expérimenter et à prendre des risques, même si cela implique de recommencer. L'échec n'est pas une punition, mais une opportunité d'affiner ses stratégies, d'explorer de nouvelles idées et de maîtriser les subtilités du gameplay. En intégrant ces leçons à chaque nouvelle tentative, les joueurs se rapprochent progressivement de leur objectif ultime : la liberté.

## Développement
The Escapists est le deuxième jeu du studio de Chris Davis. En novembre 2013, Davis a récolté 7 131 livres sterling pour le jeu via Kickstarter, ce qui lui a permis de s'engager à temps plein dans le développement de jeux pour la première fois de sa carrière. Contrairement à son premier titre, Spud's Quest, Davis a signé un contrat d'édition avec Team17 pour mieux commercialiser le jeu. Team17 a contribué au tutoriel et a porté le jeu sur Unity pour le support de la Xbox One.
Il est présenté à la Gamescom 2014 et est récompensé par le Game Of The Show Award 2014. Le jeu est proposé en early access sur Steam à partir du 20 août 2014. Il est ensuite commercialisé en version numérique le 13 février 2015 et en version physique le 6 mars 2015 sur PC et Xbox One. Le jeu sort ensuite sur PlayStation 4 le 29 mai 2015 en Europe et Australie et le 2 juin 2015 en Amérique du Nord.

## Accueil
The Escapists a reçu des critiques généralement positives, les versions Windows et Xbox obtenant respectivement 71 sur 100 et 74 sur 100 sur le site Metacritic,.

Les commentaires ont mis en évidence la liberté d'approche que le jeu permettait, et les critiques ont raconté les histoires de leurs évasions. Cameron Woolsey, auteur de GameSpot, a décrit sa sortie en creusant un tunnel, Andy Kelly, auteur de Official Xbox Magazine (OXM), a décrit sa fuite par le système de ventilation en fabriquant un faux cache-ventilateur en papier mâché, tandis que Dom Peppiatt, de X-One, a carrément poignardé un garde et volé ses clés.
Les critiques sont mitigées quant à la courbe d'apprentissage du jeu, même les critiques positives comme celle d'OXM reconnaissent que le jeu « ne sera pas pour tout le monde », exigeant « de la patience et un esprit créatif » de la part du joueur. En l'absence d'un tutoriel approfondi, X-One estime que le jeu « repose peut-être un peu trop sur l'essai et l'erreur ». Kimberley Wallace, du magazine Game Informer, a trouvé cette approche par essais et erreurs frustrante, se retrouvant « constamment punie pour ses erreurs et perdant ses progrès » en raison de résultats impossibles à prédire. D'un autre côté, elle estime que ce niveau de défi contribue à « un grand sentiment d'accomplissement lorsque vous gagnez ».
Game Informer a critiqué l'interaction avec les autres détenus comme étant superficielle et artificielle, obligeant le joueur à effectuer des « faveurs ennuyeuses » pour « juste faire monter un compteur ».
Richard Cobbett, écrivant pour IGN, a noté qu'en dépit des « adorables graphismes de style 16 bits », il percevait rapidement ses codétenus sans empathie comme de « pures pièces de jeu de puzzle » plutôt que comme des personnages. Il a également déclaré : « En tant que mélange de jeu de sable, de puzzle et d'action en monde ouvert, The Escapists offre quelque chose de frais et de divertissant ». OXM a estimé que le jeu avait du caractère, citant les « non sequiturs amusants et les références à la culture pop » des personnages non joueurs. Dan Whitehead d'Eurogamer est d'accord, louant l'élément social florissant du jeu qui fait qu'il est facile de se laisser entraîner dans les petites vendettas et les mini-drames de la vie quotidienne en prison.
Eurogamer a recommandé le jeu, concluant qu'en dépit de quelques frustrations mineures, « il n'y a rien ici qui gâche vraiment ce qui est par ailleurs un jeu délicieux et sans cesse surprenant ». GameSpot a conclu en disant que le jeu offrirait des heures de divertissement gratifiant, et que le développeur travaillant sur des outils pour le contenu généré par l'utilisateur, il pourrait offrir encore plus à l'avenir.
Jarel, rédacteur chez Xboxygen, partage un avis mitigé mais globalement positif sur The Escapists. Il apprécie l'originalité du concept et la richesse des possibilités offertes par le jeu, qui permettent une grande re jouabilité grâce aux multiples façons d’aborder chaque évasion. Il souligne également la satisfaction intense qu’apporte la réussite d’une évasion, après de longues heures de préparation minutieuse. Cependant, il critique fortement l’apprentissage par l’échec, jugé trop frustrant, car le jeu donne très peu d’indications et laisse les joueurs découvrir les mécaniques par eux-mêmes.
Panthaa de chez Jeuxvideo.com, donne un avis contrasté sur le jeu. Il souligne le caractère « original et prenant » du concept, qui offre une grande liberté au joueur grâce à une « myriade de possibilités » pour s'évader : creuser des tunnels, fabriquer des outils, ou même se déguiser. Cependant, il critique la réalisation technique, en particulier sur PC, qualifiée de « franchement grossière » par rapport aux versions consoles, mieux finies.

## Spin off

### The Escapists: The Walking Dead
The Escapists : The Walking Dead, également connu sous le nom de The Escapists : The Walking Dead Edition, est un spin-off autonome développé par Team17 sorti en 2015-2016 sur PC, PlayStation 4 et Xbox One. Il fusionne le cœur du gameplay de The Escapists avec les personnages, les lieux et le thème des comics The Walking Dead.

#### Accueil
Le rédacteur Sey_Fia de jeuxvideo.com souligne que le jeu mêle habilement l'univers de The Escapists et celui de The Walking Dead grâce à un gameplay addictif et des références appréciables pour les fans des deux franchises. La direction artistique en pixel art est décrite comme « chaleureuse et réussie » et l'humour intégré au jeu est un point fort. Cependant, le jeu souffre d'une faiblesses notable, une durée de vite limité avec seulement cinq niveaux ainsi qu'un manque de complexité.
Fabien Pellegrini de Jeuxactu, estime que The Escapists: The Walking Dead est une adaptation réussie du gameplay de The Escapist à l'univers de The Walking Dead, en soulignant que « réaliser un cross over entre The Escapists et The Walking Dead était une très bonne idée » Il apprécie particulièrement la fidélité au comics et à la série, avec des personnages et lieux emblématiques ainsi que des graphismes en pixel art qu’il décrit comme« sympathiques ».

### The Survivalists
Un autre spin-off, The Survivalists, où le joueur doit survivre sur une île abandonnée, a été annoncé le 10 décembre 2019, dans le cadre d'une présentation du Nintendo Indie World, et est sorti le 9 octobre 2020 sur PC, Mac, Xbox One, PlayStation 4, Nintendo Switch, et iOS via Apple Arcade.

## DLC
Le premier DLC, Fhurst Peak Correctional Facility, a été ajouté à l'origine en tant que prison bonus pour les joueurs de l'Early Access, mais a été ajouté en tant que DLC en raison de la demande populaire en tant que prison supplémentaire.
Le deuxième DLC, intitulé Alcatraz, est basé sur le pénitencier fédéral d'Alcatraz. Il est sorti sur PC, PlayStation et Xbox One le 2 avril 2015,.
Escape Team, le troisième pack de DLC est sorti le 30 juin 2015 sur PC, PlayStation 4 et Xbox One. Il permet d'incarner quatre prisonniers différents, contre un seul. Les quatre personnages sont inspirés de l'Équipe A.
Duct Tapes are Forever, le quatrième DLC, est sorti le 3 novembre 2015 sur PC et PlayStation 4, et le 4 novembre sur Xbox One. Il a pour thème James Bond, le joueur endossant le rôle d'un super-espion qui tente de s'échapper du repaire d'un méchant.
Le cinquième pack DLC, Santa's Sweatshop, est sorti gratuitement le 8 décembre 2015 sur PC, Xbox One et PlayStation 4.

## Opus suivant
Une suite, intitulée The Escapists 2, qui introduit le multijoueur, est sortie pour Microsoft Windows, macOS, Linux, PlayStation 4 et Xbox One le 22 août 2017. Une version pour la Nintendo Switch est sortie le 11 janvier 2018.